# Rosa Kempf
Pour les articles homonymes, voir Kempf.

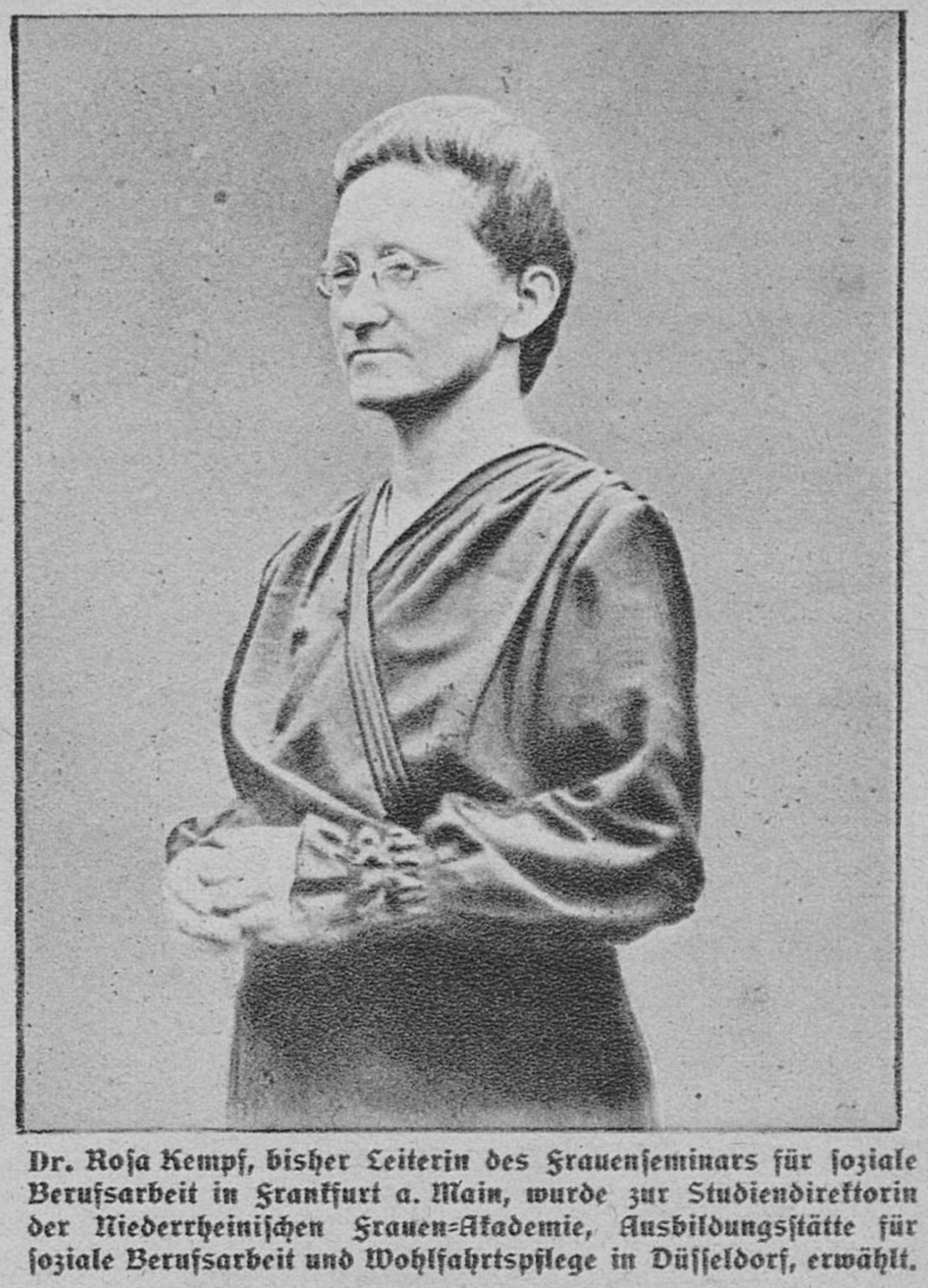
Rosa Kempf (juin 1917)

Rosa Kempf, née le 8 février 1874 à Birnbach et morte le 3 février 1948 à Wixhausen, est une enseignante allemande, une femme politique, une militante des droits des femmes et une pionnière du travail social. Elle est une des premières femmes allemandes à accéder à l'enseignement universitaire et à obtenir un doctorat. Elle mène une carrière dans l'enseignement où elle participe à la mise en place d'écoles pour les travailleuses sociales et l'élaboration de programmes professionnels.
Membre de diverses associations de femmes, Rosa Kempf se distingue plus particulièrement dans la revendication du droit de vote des femmes, la défense de leur formation professionnelle et l'amélioration de leurs conditions de travail.
Le 18 décembre 1918, elle est la première femme à prendre la parole lors de la séance plénière du Parlement de l’État de Bavière sur l'importance historique de l'introduction du droit de vote des femmes. Elle est députée de Landtag de Bavière de 1918 à 1920.

## Biographie

### Jeunesse et formation
Rosa Kempf est née le 8 février 1874 à Birnbach. Elle est la troisième et plus jeune enfant du médecin Jakob Kempf et d'Emma Falciola, active auprès de la Croix-Rouge à Pfarrkirchen et Oberviechtach.

Après avoir fréquenté l'école primaire de Birnbach et de Trotsberg, elle suit une formation d’institutrice au Königlichen Kreislehrerinnenbildungsanstalt de Munich. Les universités étant encore interdites aux femmes, cet établissement est, à cette époque, le seul moyen pour les femmes d’accéder à l’éducation. À partir de 1892, Rosa Kempf travaille pendant de nombreuses années successivement comme assistante scolaire, institutrice adjointe et institutrice dans des villages de Basse-Bavière. En 1900, elle devient institutrice à Munich et entre dans la fonction publique.

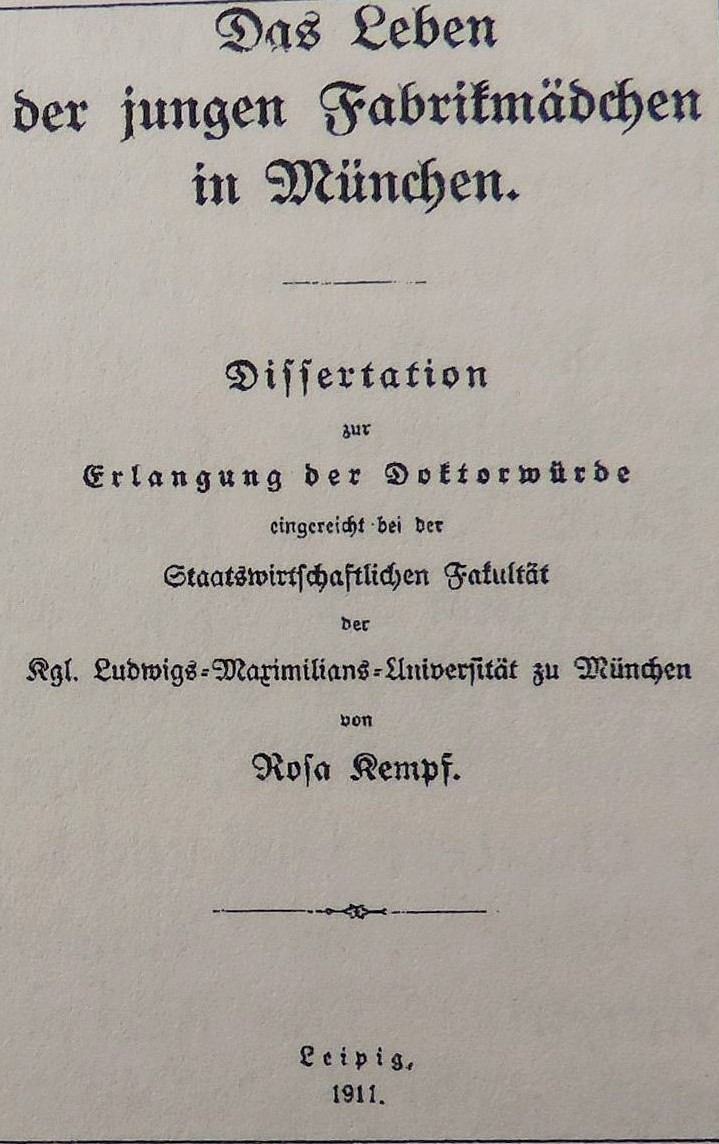
Thèse de Rosa Kempf

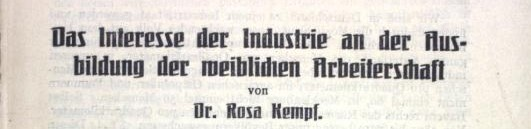
Présentation donnée le 25 avril 1913 au 2e Assemblée générale de l'Association pour la formation artisanale et industrielle des femmes à la mairie de Charlottenburg

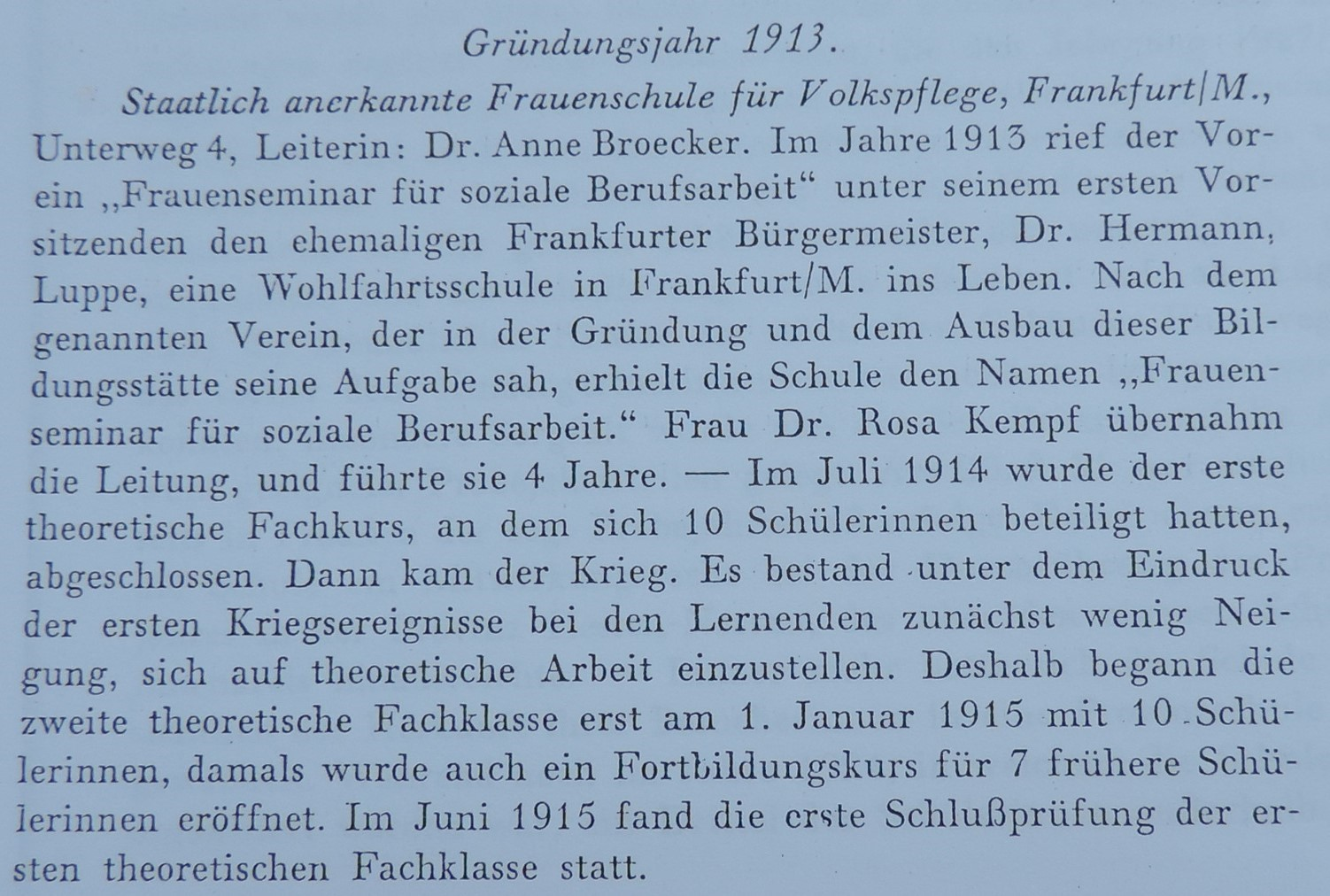
Extrait de l'histoire du « Séminaire des femmes pour le travail social professionnel », archivé dans les archives Ida-Seele

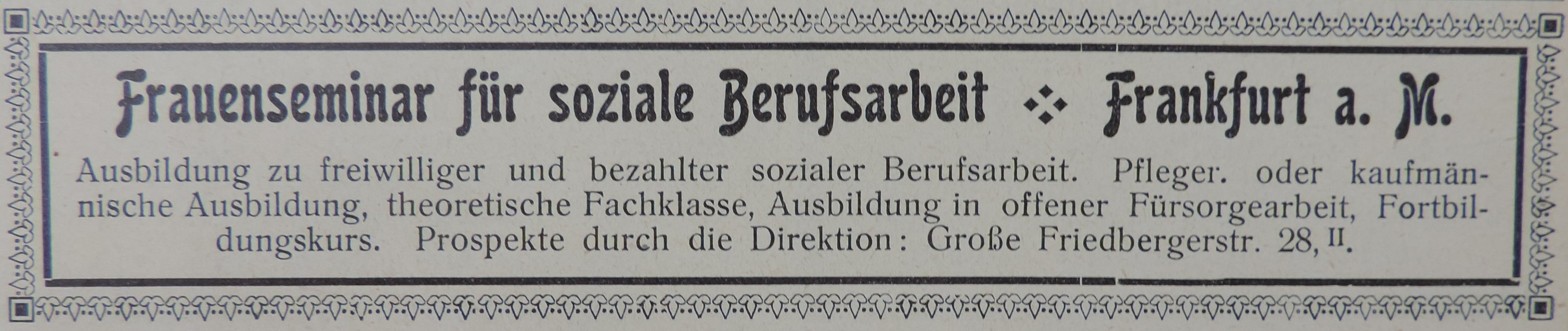
Affichage du centre de formation sociale

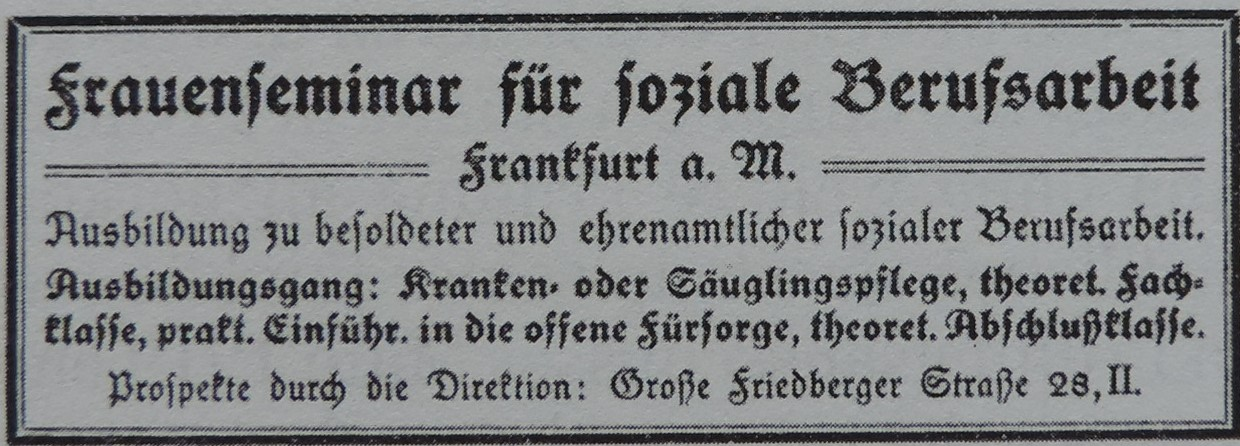
Publicité du séminaire des femmes

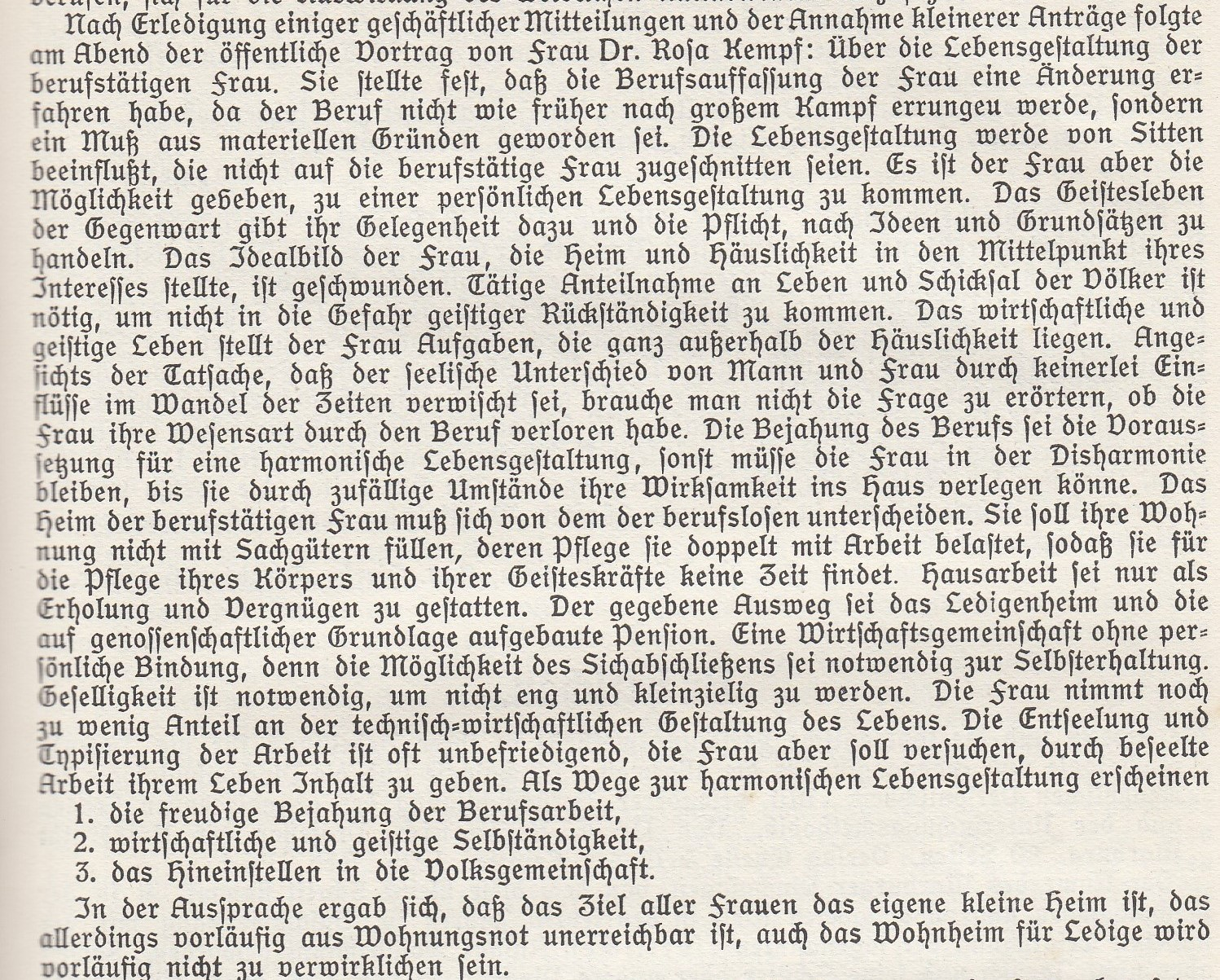
Conférence le 14 Assemblée générale de la Fédération des associations féminines allemandes à Dresde, archivée dans les archives Ida-Seele

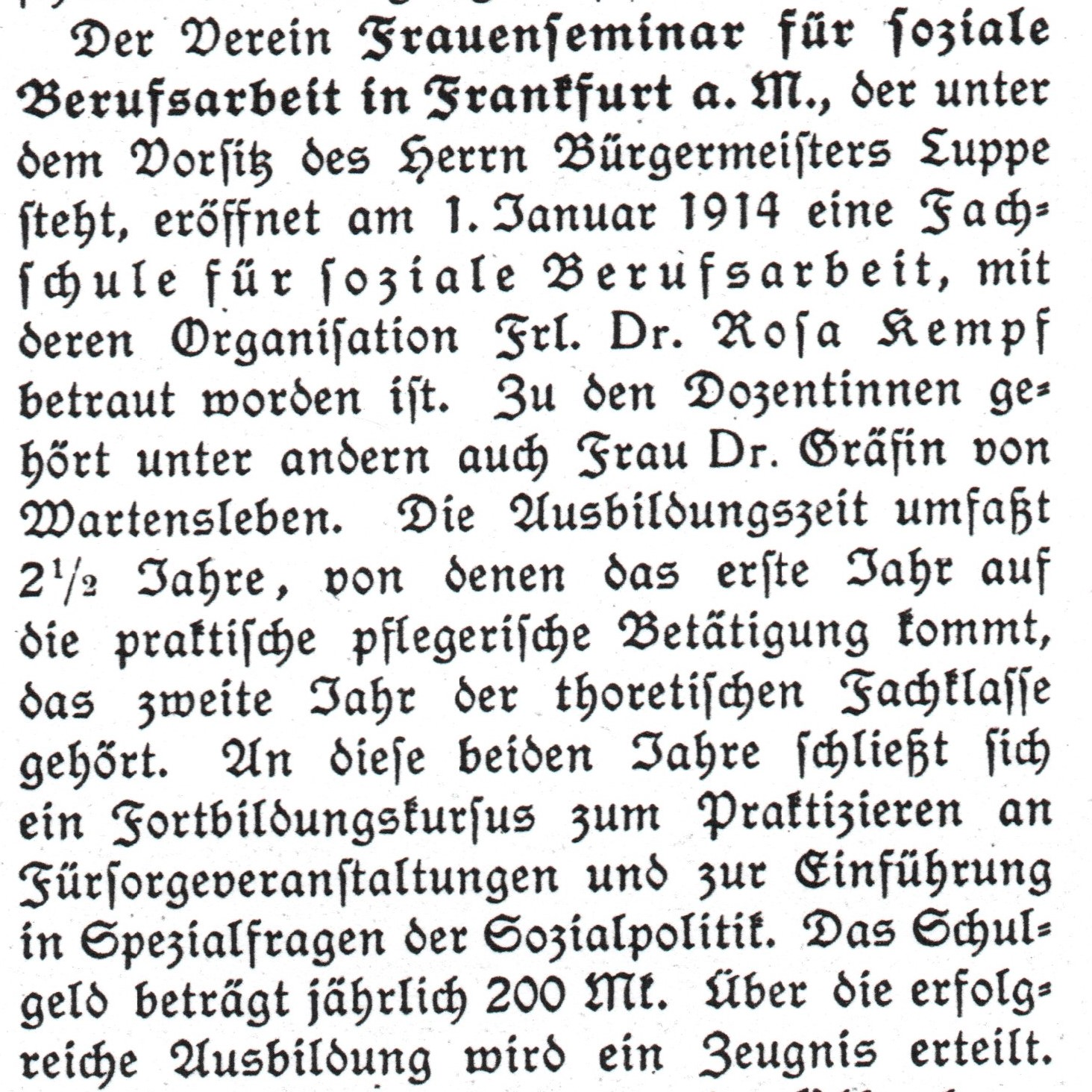
Annonce de l'ouverture du séminaire des femmes, archivée dans les archives Ida-Seele

#### Thèse de doctorat
En 1904, elle interrompt son activité d'enseignante pour obtenir son diplôme d'études secondaires (Absolutorium (de)) au Theresien-Gymnasium de Munich.
Le Land de Bavière autorisant depuis 1903 l'accès des femmes à l'université, Rosa Kempf s'inscrit à l'Université de Munich à l'âge de 31 ans. Elle étudie la philosophie et les sciences politiques et obtient un doctorat en 1911, avec une thèse supervisée par Lujo Brentano,. Bien que celui-ci soit plus que réticent à l'entrée des femmes dans les universités (« Les auditrices sont pour moi une abomination, elles ne savent rien et ne comprennent rien, elles ne se soucient que d’aller à l’université »), il juge la thèse de Rosa Kempf « tout aussi remarquable sur le plan scientifique que rédactionnel  » et estime que son élève a « un cœur sain, chaleureux et sensible et en même temps un esprit sobre et pratique ». La thèse intitulée : « La vie des jeunes ouvrières à Munich. La situation sociale et économique de leur famille, leur vie professionnelle et leur situation personnelle. Selon des enquêtes statistiques, portant sur la situation de 270 ouvrières d'usine âgées de 14 à 18 ans » est un des premiers travaux de recherche sociale empirique.
Pour réaliser cette étude, Rosa Kempf travaille durant une semaine dans une usine de bois et une semaine dans une usine textile. Elle remarque rapidement les préjugés des hommes à l'égard de leurs collègues femmes, leur réticence à les considérer comme des égales et les avantages accordés aux hommes dans la vie professionnelle :
« Un petit exemple de ceci : les hommes travaillant dans les usines désignent presque toujours les ouvrières comme des « femmes » (Weibern), tandis que les femmes et les jeunes filles désignent leurs collègues de travail comme des « messieurs » (Herren). Seuls les hommes sont instruits professionnellement, eux seuls deviennent contremaîtres, occupent les postes les plus importants, distribuent le travail aux femmes et les contrôlent ; seuls les hommes gagnent suffisamment pour couvrir leurs propres frais de subsistance. »,.
L'étude de Rosa Kempf paraît dans la série de publications de l'Association de politique sociale et est publiée par l'éditeur Duncker & Humblot,.
Son travail fait aussi l'objet de critiques, même dans les milieux féministes. L'économiste et féministe Charlotte Engel-Reimers s'oppose vigoureusement aux idées de Rosa Kempf, considérant, pour sa part, que le travail ménager est une meilleure solution pour les mères de famille que le travail en usine. Elle estime que, malgré ses qualités, l'étude de Rosa Kempf souffre d'idées préconçues et que l'autrice est « trop une militante des droits des femmes et pas assez une scientifique objective ».

### Le travail social
En 1913, Rosa Kempf dirige le séminaire des femmes pour le travail social professionnel à Francfort,. Elle en conçoit et met en œuvre le programme de formation pour préparer les étudiantes à un emploi rémunéré et professionnel de travailleuses sociales. Selon son opinion un travail social efficace nécessite une bonne formation et ne peut reposer sur le bénévolat. Par ailleurs, elle ne considère pas que le fait d'être une femme prédestine au travail social. Au contraire, elle attache une grande importance à la sélection de candidats ayant les "bons traits de caractère" : « Ici, nous voulons mettre beaucoup plus l'accent sur l'adéquation intérieure de la personnalité et cette adéquation intérieure n'est pas principalement caractérisée par le fait que les travailleurs se contentent de bas salaires. ». Rosa Kempf enseigne elle-même l'économie et la politique et, en 1915/17, traite le thème de la part des femmes dans la vie professionnelle allemande et des questions de formation professionnelle des femmes.
Contrairement à d'autres militantes du droit des femmes, pour lesquelles la formation professionnelle et les études des femmes doivent aussi être utiles pour leurs rôles d'épouses et mères, Rosa Kempf estime que les filles doivent acquérir les mêmes qualifications professionnelles que les garçons. Pour elle, l'égalité professionnelle des femmes et le plein emploi des mères est primordial pour assurer l'égalité globale pour les femmes.
Dès le début de la Première Guerre mondiale, Rosa Kempf s'implique dans le Service national des femmes (de) (NFD) et dans le service municipal d'aide sociale de guerre où elle s'occupe de l'approvisionnement alimentaire de la population de Francfort.
Sa participation aux premières conférences des écoles sociales de femmes convoquées par Alice Salomon (cf. Reinicke, 1984) est liée à son statut de directrice, d'abord de l'école de Francfort, puis de celle de Düsseldorf. Rosa Kempf participa en toute confiance à la 1ère conférence des écoles sociales féminines du 24 janvier 1917 à Berlin. Elle ne voulait pas restreindre sa liberté d'action par la pression.
Le 24 janvier 1917, Rosa Kempf participe à la « Première Conférence des écoles sociales pour femmes d'Allemagne », qui a lieu à Berlin à l'École sociale pour femmes. Elle y recommande, entre autres, que les écoles concluent elles-mêmes les premiers contrats de travail de leurs étudiants.
En 1917, Berta Sachs (de), une amie de longue date de Rosa Kempf, reprend la direction de l'école sociale des femmes. Elle reste responsable du centre de formation sociale jusqu'en 1932.
Rosa Kempf cofonde, en 1917, la Sozialakademie für Frauen (Académie sociale des femmes) de Düsseldorf et en assure la direction mais seulement durant une courte période en raison de différends avec d'autres membres. La même année, elle participe à la fondation de l'Académie des femmes de Basse Rhénanie.

### L'engagement féministe
Au cours de ses études, Rosa Kempf entre en contact avec le mouvement bavarois des femmes. Elle est membre de l'Association des enseignantes de Munich (Münchener Lehrerinnenverein) et de l'Association pour l'éducation des femmes (Verein Frauenbildung – Frauenstudium).
Elle s'implique dans de nombreuses associations défendant les droits des femmes, notamment le Bund Deutscher Frauenvereine (Union des organisations féministes allemandes), l'Association pour les intérêts des femmes (de) de Munich, l’Association générale des femmes allemande et de l'Association allemande des femmes universitaires. À partir de 1917, elle est membre de la Conférence des écoles sociales pour femmes et de 1929 à 1930, présidente de la Conférence prussienne des programmes d'études pour les professions sociales,.
A Francfort, elle est impliquée dans le Verband Frankfurter Frauenvereine, un groupe local de l' Association générale des femmes allemandes. Aux côtés, entre autres, de Jenny Apolant, et Johanna Tesch, elle oeuvre pour le renforcement de l'implication des femmes dans la politique locale.
Conformément à son statut professionnel, elle devient membre de l'Association allemande des travailleurs sociaux et présidente de la section de Francfort à la fin des années 1920 et de l' Association allemande pour la protection sociale publique et privée (de).
En 1918, elle quitte Düsseldorf pour retourner à Munich pour s'engager en politique et agir en faveur du droit de vote des femmes.

### Engagement politique durant la Révolution allemande
Rosa Kempf est membre de longue date du Parti démocrate allemand et, en 1918, elle est élue au Conseil d'administration de la section de Bavière,.
Lors de la révolution de 1918, elle est nommée au « Conseil national provisoire » par le gouvernement de Kurt Eisner aux côtés de sept autres femmes (contre 256 hommes) :Anita Augspurg, Aloisia Eberle (de), Hedwig Kämpfer, Luise Kiesselbach (de), Emilie Mauerer (de), Helene Sumper et Marie Sturm.
Le 7 novembre 1918, le droit de vote des femmes est proclamé dans l’État libre de Bavière. Rosa Kempf est élue le 12 janvier 1919 députée du premier parlement de l’État comme représentante du Parti démocrate allemand. Elle est considérée comme l'une des représentantes féminines les plus actives et se préoccupe principalement du droit de vote des femmes. Elle fait notamment campagne pour l'abolition de réglementations absurdes qui empêchent les femmes de suivre une formation pour devenir avocates à part entière,,.
En 1918, elle publie pour le Comité permanent pour la promotion des intérêts des travailleurs, une recherche sur les conditions de travail et de vie des femmes dans l'agriculture en Bavière. Ce travail met en lumière l'importante surcharge de travail des femmes contre laquelle Rosa Kempf prône une règlementation des heures de travail, comme dans le secteur industriel. Quelques années plus tard, en 1922, elle s'exprime à Dresde sur l'avenir de l'enseignement agricole allemand et soutient que les écoles agricoles pour filles ne doivent pas séparer l'enseignement général de la formation pratique.
Lors des élections suivantes au Parlement du Land, en juin 1920, Rosa Kempf n'est pas réélue.

### Droit de vote des femmes
En tant que militante des droits des femmes, Rosa Kempf fait campagne très tôt pour le droit de vote des femmes, avec le soutien d'Anita Augspurg et Lida Gustava Heymann. Elle est membre de la section munichoise de l'Association bavaroise allemande pour le droit de vote des femmes . En 1913, elle est élue au conseil d'administration de l'Association pour le droit de vote des femmes et trois ans plus tard au conseil d'administration de l'Association du Reich allemand pour le droit de vote des femmes (de) avec, notamment, Ida Dehmel et Luise Koch (en),.
Le 18 décembre 1918, elle est la première femme à prendre la parole lors de la séance plénière du Parlement de l'État de Bavière. Elle souligne l'importance historique de l'introduction du droit de vote des femmes , et exige, entre autres le droit de vote et d'éligibilité pour les femmes .

« Si nous regardons autour de nous dans cette salle, vous chercherez en vain la participation égale des femmes. Où le Conseil des agriculteurs a-t-il ses femmes d'agriculteurs ? Mais la ferme ne peut pas fonctionner sans la femme du fermier... Où la main-d'œuvre a-t-elle ses travailleuses ? Pendant la guerre, les ouvrières se trouvaient dans les usines et dans toutes les autres entreprises... Nous, les femmes dites de la classe moyenne, sommes toujours les plus représentées... Si les conseils doivent réellement rester le fondement d'une nouvelle organisation politique, alors une telle organisation de conseils doit également être créée pour les femmes et doit se voir attribuer des fonctions et des droits. . »

En 1921/1922, Rosa Kempf retourne à Francfort-sur-le-Main et enseigne à nouveau à temps partiel dans son ancienne école sociale,où de nombreuses personnalités du secteur social donnent des cours à cette époque, comme Christian Jasper Klumker (de), Wilhelm Polligkeit (de), la psychologue Elisabeth Schmitt, la pédiatre Charlotte Landé (de), Marie Bernays, Ella Schwarz (de) et Hermine Albers (de).
Elle y enseigne jusqu'à son licenciement par les nazis en 1933.

### Opposition au nazisme
Dès le début, Rosa Kempf est une farouche opposante au national-socialisme naissant. Elle assiste au discours d'Adolf Hitler au siège du Cirque Krone à Munich le 20 avril 1923. Le service d'ordre du Parti national-socialiste (NSDAP) la forcent à remettre ses notes et procèdent à une fouille corporelle. Dès lors, Rosa Kempf figure sur la « liste noire » du NSDAP. Elle se présente notamment aux élections du Reichstag le 5 mars 1933 dans la circonscription de Hesse-Nassau pour le parti démocrate allemand (DStP). En 1933, près l'arrivée au pouvoir des nazis, elle est démise de son poste de directrice d'école en Hesse.
Durant cette période sans emploi, Rosa Kempf s'attelle à la traduction en allemand du livre d'Arthur de Gobineau Essai sur l'inégalité des races humaines. Le texte est publié en 1935 aux éditions Wolff.
Cependant Rosa Kempf, vit dans un grand isolement, coupée de tout travail journalistique ou politique et vit mal son oisiveté forcée. Après la fin de la guerre, les forces d'occupation américaines confisquent l'immeuble dans lequel elle habite depuis 10 ans. Elle souffre d'un stress important et de confusion mentale. Une ancienne étudiante l’emmène finalement dans une maison de retraite près de Darmstadt ,.
Rosa Kempf décède le 3 février 1948, à Darmstadt, à la suite d'une insuffisance cardiaque.
Elle est enterrée au cimetière nord de Munich.

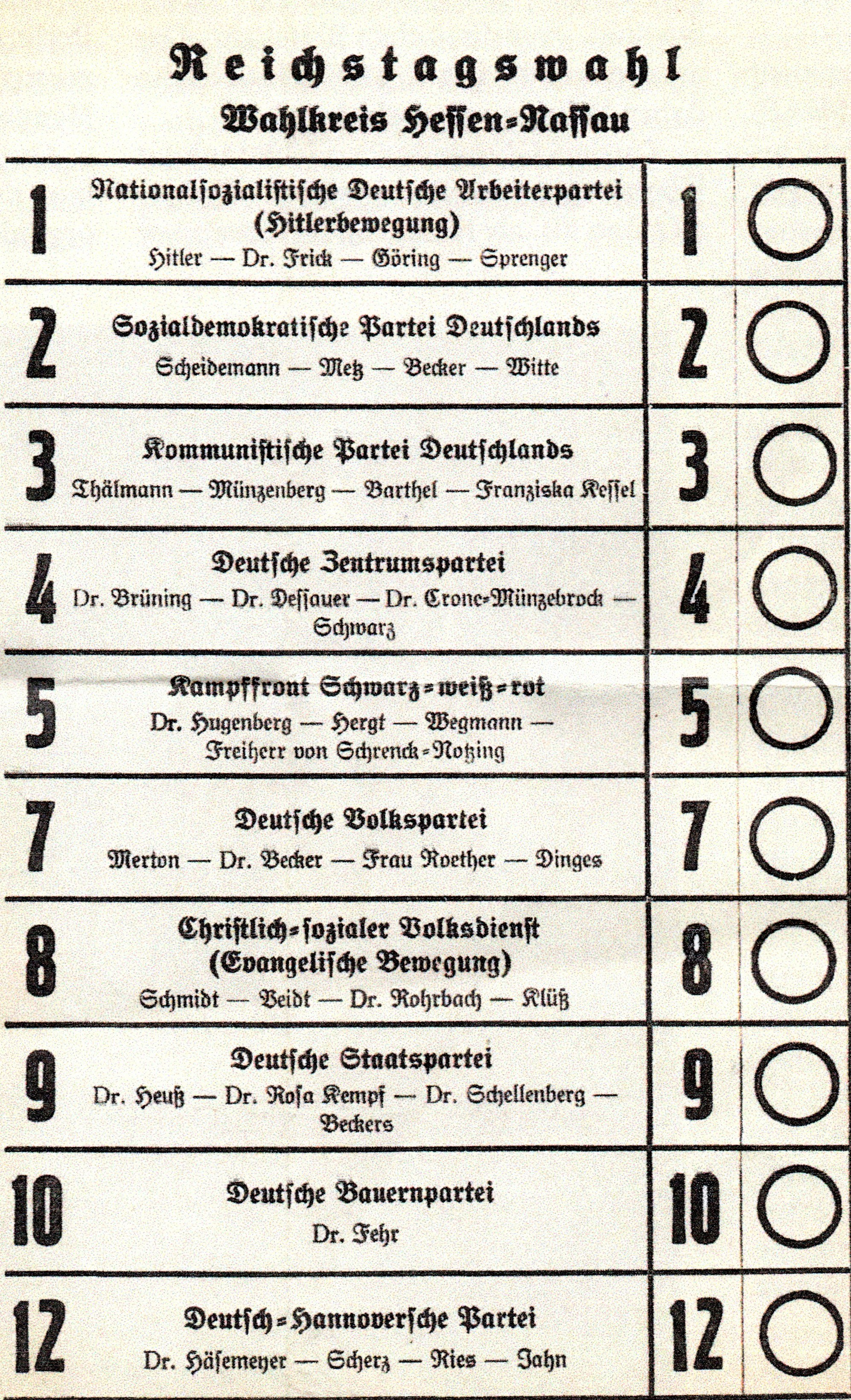
Élection du Reichstag le 5 mars 1933, circonscription de Hesse-Nassau ; archivé dans les archives d'Ida Seele

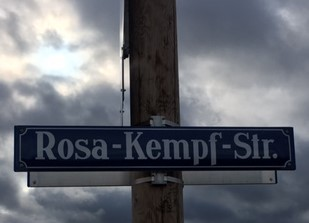
, Rosa-Kempf-Strasse à Munich

## Hommages
- 2017 : Une rue porte son nom dans le quartier munichois de Freiham[16]

## Publications (sélection)
- (de) Das Leben der jungen Fabrikmädchen in München, Duncker & Humblot, 2014 (1re éd. 1911), 266 p. (ISBN 978-3428174171, lire en ligne)
- (de) Die deutsche Frau nach der Volks-, Beruf-, und Betriebszählung von 1925, Mannheim, Bensheimer, 1931
- (de) Arbeits- und Lebensverhältnisse der Frauen in der Landwirtschaft Bayerns. Auf Grund einer vom ständigen Ausschuss zur Förderung der Arbeiterinnen-interessen veranstalteten Erhebung., Iéna, G. Fischer, 1918
- (de) Das Interesse der Industrie an der Ausbildung der weiblichen Arbeiterschaft, Gautzsch bei Leipzig, Felix Dietrich, 1914
- (de) Die deutsche Frau nach der Volks-, Beruf-, und Betriebszählung von 1925, Mannheim, Bensheimer, 1931
- (de) « Das Großstadtmädchen der unteren Klassen », Handbuch für Jugendpflege, Deutsche Zentrale für Jugendpflege, no 1,‎ 1913, p. 26-34
- (de) « Berufsausbildung für sozial arbeitende Frauen », Dokumente des Fortschritts, no 7,‎ 1914
- (de) « Ausbildung von Lehrkräften für soziale Frauenberufsschulen », Die Frau, no 16,‎ 1915, p. 468–475
- (de) « Frauen in der Gemeindeverwaltung », Die Staatsbürgerin, no 8,‎ 1918, p. 120-123
- (de) « Zur Mannheimer Bundestagung », Die Frau, no 24,‎ 1923, p. 270-272
- (de) « Massennot und Wohlfahrtsarbeit », Soziale Berufsarbeit, nos 5/6,‎ 1925, p. 1-2
- (de) « Die Stellung der Frau in der deutschen Landwirtschaft », Die Kultur der Frau. Eine Lebenssymphonie des XX. Jahrhunderts., Berlin, Frohnau,‎ 1931, p. 98–119
- (de) « Die Wohlfahrtspflegerin und der innere Aufbau », Die Frau, no 26,‎ 1925, p. 19-25
- (de) « Die Vereinheitlichung des Lehrkörpers », Grundsätzliche Fragen zur Ausgestaltung der staatlich anerkannten Wohlfahrtsschulen, Preußisches Ministerium für Volkspflege,‎ 1926, p. 56-62

## Hommages
Des rues portent le nom de Rosa Kempf à Munich et à Bamberg